# گروه مالی جفریز
گروه مالی جفریز (انگلیسی: Jefferies Financial Group) شرکت خوشه‌ای آمریکایی است، که در سال ۲۰۰۵ توسط گروه جفریز تأسیس شد.